# Air a D-dúr szvitből
Az Air a D-dúr szvitből egy ismert Johann Sebastian Bach-mű, a Zenekari Szvit III. D dúrban, oboára, trombitára, timpanikra (üstdobok), vonósokra és continuóra (BWV 1068) második, „Air” tétele. A C-dúrba transzponált átiratok Air G-húrra néven váltak népszerűvé.

## Története

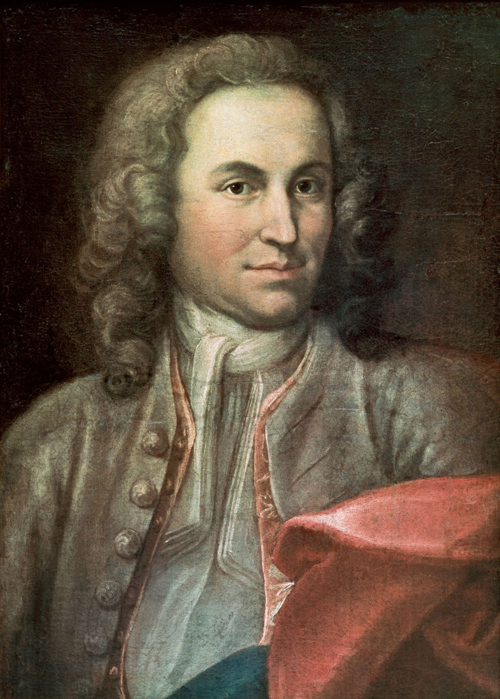
A fiatal Bach

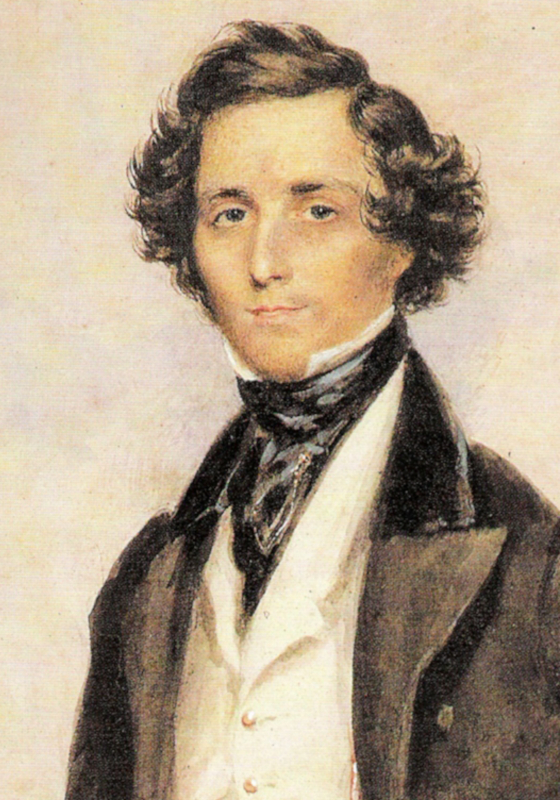
Felix Mendelssohn-Bartholdy (1809–1847)

Harmadik, D-dúr szvitjét Bach (1685–1750) valószínűleg a Lipcsében töltött 1730-as években írta. A művet a szerző életében nem adták elő, a kéziratot Mendelssohn fedezte fel. Ismereteink szerint 1838-ban, a lipcsei Gewandhaus Zenekar előadásában hangzott el először.
Az eredetileg vonószenekarra és basso continuóra szánt lassú, dalszerű második tétel 4/4-es ütemben íródott. Ennek átiratai közül a legismertebbet August Wilhelmj német hegedűművész (1845–1908) készítette jó 100 évvel a D-dúr szvit megszületése után, hegedűre és zongorára.
Wilhelmj korának ízlésében alakította át a harmóniákat, a hegedűszóló pedig nem más, mint az első hegedű szólama C-be transzponálva. Így Wilhelmj elérte, hogy a szóló „kényelmesen” ráfér a hegedű legmélyebb és legsötétebb színezetű G-húrjára. Ezért adta Wilhelmj ennek az átíratnak az Air a G húrra nevet.
A G-húron való játék a húr elhelyezkedése folytán magas fokú technikát kíván. G-húrra írott művekben szívesen mutatták és mutatják be virtuozitásukat a hegedűművészek.

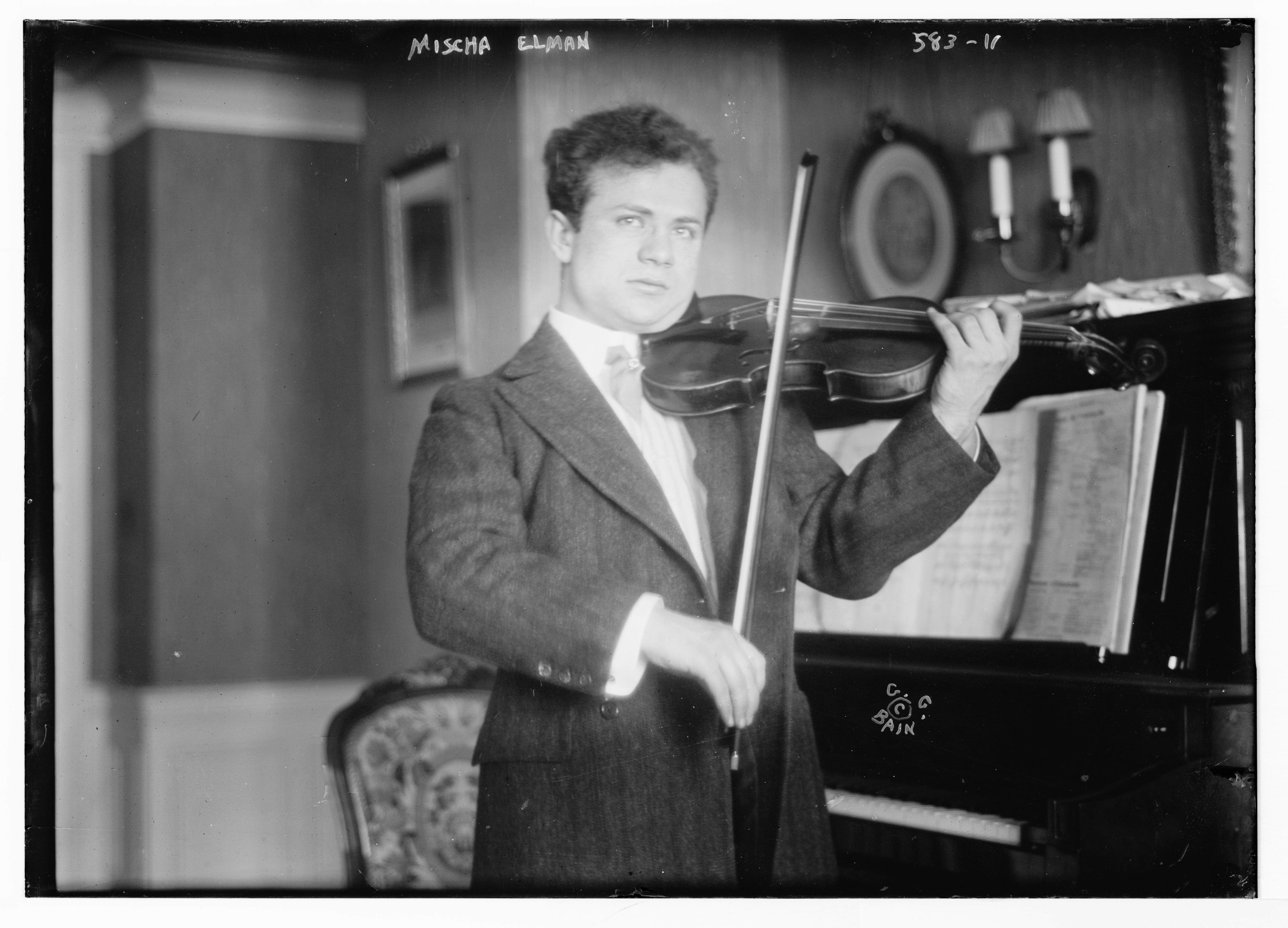
Misa Elman (1891–1967)

Az Air a G húrra népszerűvé válásában meghatározó szerepe volt Misa Elman, 1891-ben Ukrajnában született, és 1967-ben Amerikában meghalt hegedűművész koncertjeinek és hangfelvételeinek.
A D-Dúr szvit Air tételének időközben számos más átírása is született. Gyakran hangzik fel önálló darabként nem csak hegedűn, hanem a legkülönbözőbb hangszereken, így például gitáron vagy fuvolán is, de az Air G-húrra elnevezés most már mindig elkíséri.
Nem csak koncertpódiumról hallhatjuk gyakran, dallamát az élet minden területén hasznosítják. Filmek, tévésorozatok zenei betéteként, esküvők örömteliségét, repülőgépek földre szállásakor, az utasok leszállításának könnyedségét hivatott aláhúzni, ugyanakkor előfordulhat gyászzenei szerepben is, vagy éppen a telefonkapcsolásra való várakozást kellene megédesítse a nem éppen magas művészi színvonalon bejátszott melódia.
Az eredeti Bach hangszerelésben hallható az Air egy részlete a Sárga tengeralattjáró című The Beatles-rajzfilmben, amikor a szörnyek tengerébe tévedt tengeralattjáró meggyújt egy robbanószivart, amelyet egy bokszoló szörnynek maga adott.

## Hangzó példák
- Az Air G húrra egy a régiségénél fogva érdekes, hengerre készült felvételen, 1920-ból: Robert Gayler hegedűszólója zongorakísérettel – 4'19"
- Az →itt látható/hallható videófelvételen Julian Lloyd Webber játszik csellón
- Air G húrra kotta és az abból számítógép-programmal generált bóvli gitárhangzás (a „Play” gombra kell kattintani)

## Az „Air” szó jelentése
Az air szó ebben az összefüggésben nem ’levegő’ jelentésű (bár ezt sokan félreértik a mű "légiessége" kapcsán), hanem áriát, egyfajta dalt jelent a francia és az angol nyelvben. Az air (ária) jelenthet egyszerűbb hangszeres zenedarabot is, többnyire kétrészes dalformában. A korálzenében a fő dallamrészt jelölték evvel a szóval.
Bach korában air névvel illettek egy szvitben fellépő tételt, ha az nem táncos jellegű volt, ugyanis a szvit eredetileg stilizált táncok sorozatát jelentené, egy nyitánnyal bevezetve.

## Ismertebb felvételek
- Matthias Bamert – Stokowski's Symphonic Bach
- Rudolf Baumgartner – Best of Bach
- Rudolf Baumgartner – Brandenburg Concertos
- Adolf Busch – Brandenburg Concertos/Suites
- Wendy Carlos – Switched-On Boxed Set
- Pablo Casals – Pablo Casals Plays Bach – The Electrical "Recordings
- Marcel Dupre – The Art of Marcel Dupre
- John Eliot Gardiner – Orchestral Suites
- Virgil Fox – The Bach Gamut Vol. 1
- Virgil Fox – Virgil Fox – "Encores"
- Akademie fur Alte Musik Berlin – La Musique d'orchestre
- Reinhard Goebel – Orchestral and Chamber Works (Collectors Edition)
- Reinhard Goebel – Orchestral Suites
- Roy Goodman – The Four Ochestral Suites
- Brazilian Guitar Quartet – Orchestral Suites arr. for guitar quartet
- Nikolaus Harnoncourt – Brandenburg Concertos
- Christopher Hogwood – Orchestral Suites
- Christopher Hogwood – Orchestral Suites 3 & 4 , Concerto for 2 Harpsichords BWV 1062
- Otto Klemperer – Orchestral Suites
- Ton Koopman – Four Orchestral Suites
- Ton Koopman – Simply Baroque
- Sigiswald Kuijken – Orchestral Suites
- Jeanne Lamon – Orchestral Suites
- Philip Ledger – Orchestral Suites
- Raymond Leppard – Works for Orchestra
- Gunar Letzbor – Four Orchestral Suites
- Bernhard Lindner – Bach Meets the Future
- Jacques Loussier – The Best of Bach
- Neville Marriner – Brandenburg Concertos
- Neville Marriner – Orchestral Suites
- Neville Marriner – Works for Orchestra
- Steven Mauk – The Saxophone and Me: J.S. Bach
- Yo-Yo Ma – Simply Baroque
- Yehudi Menuhin – Orchestral Suites & Musical Offering
- Helmut Müller-Brühl – Complete Orchestral Works
- Karl Munchinger – Orchestral Suites
- Karl Munchinger – Orchestral Works
- Milan Munclinger – Suites for Orchestra
- Philipp Nicolai – The Synthesizer Through All Ages (From Bach to Satie)
- Jean-Francois Paillard – Orchestral Suites Vol.2 Re-Mastered
- Andrew Parrot – Brandenburg Concertos & Orchestral Suites
- Trenkner-Speidel Piano Duo – Orchestral Suites Max Reger arrangement for Piano Duo
- Philip Pickett – Orchestral Suites
- Trevor Pinnock – Brandenburg Concertos
- Trevor Pinnock – Orchestral Suites
- Ross Pople – Orchestral Suites & Concerto for Oboe and Violin
- Felix Prohaska – Orchestral Suites
- Valentin Radu – Magnificat in D major
- Karl Richter – Orchestral Suites
- Karl Ristenpart – Orchestral Suites
- Karl Ristenpart – Works for Orchestra
- Rolla János – Four Orchestral Suites
- Jordi Savall – Orchestral Suites
- Peter Schreier – Orchestral Suites
- Steven Slawson – Bach on Wood
- Ward Swingle – Jazz Sebastian Bach
- Henryk Szering – Violin Concertos
- Tomita Iszao – Bach Fantasy
- various – Bach 2000: The Complete Bach Edition
- Various – Bach: Greatest Hits
- Various – Orchestral Works (Bach Edition Volume 1)
- Herbert von Karajan – Air from Suite No. 3
- Herbert von Karajan – Brandenburg Concertos
- Herbert von Karajan – Brandenburg Concertos and Orchestral Suites Nos. 2 & 3
- Helmut Winschermann – Orchestral Suites 3 & 4 + Concertos BWV 1060 & 1063
- Johannes W. Schenk – AS TIME GOES B.A.C.H.
- Raoul Zaadnoordijk – Sampled On Bach
- Shiro Sagisu- Air on the G String

## További irodalom
- Joshua Rifkin: Verlorene Quellen, verlorene Werke, in: Martin Geck (Her.): Bachs Orchesterwerke. Bericht über das 1. Dortmunder Bach-Symposion 1996. Witten 1997, ISBN 3-932676-04-1 (németül)
- Philipp Spitta: Johann Sebastian Bach, Leipzig 1873–79, 2 Bände. (németül)